# Městská autobusová doprava ve Znojmě

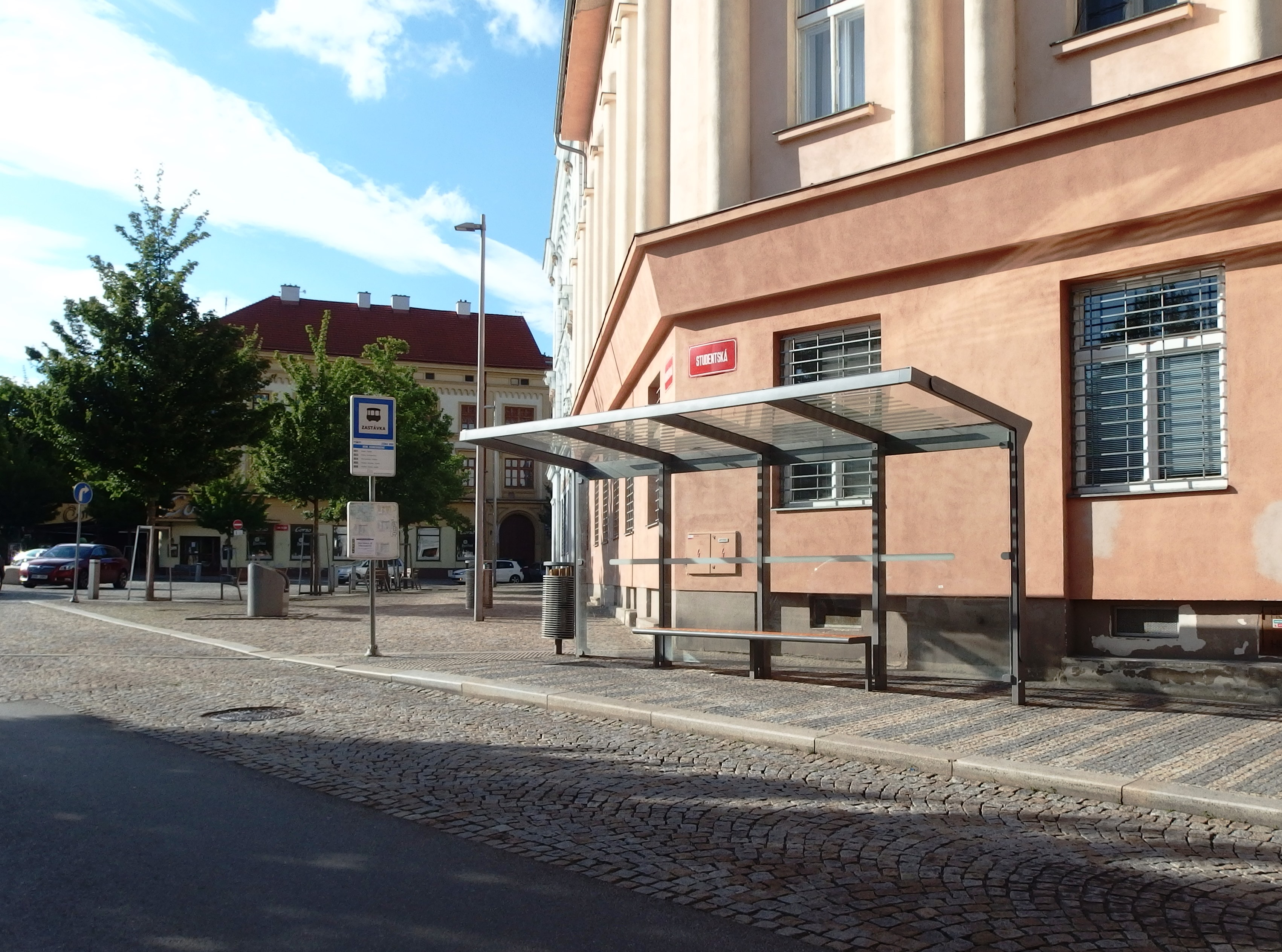
Nám. Komenského, zastávka linek 801, 803, 804, 806, 807, 808 a 809.

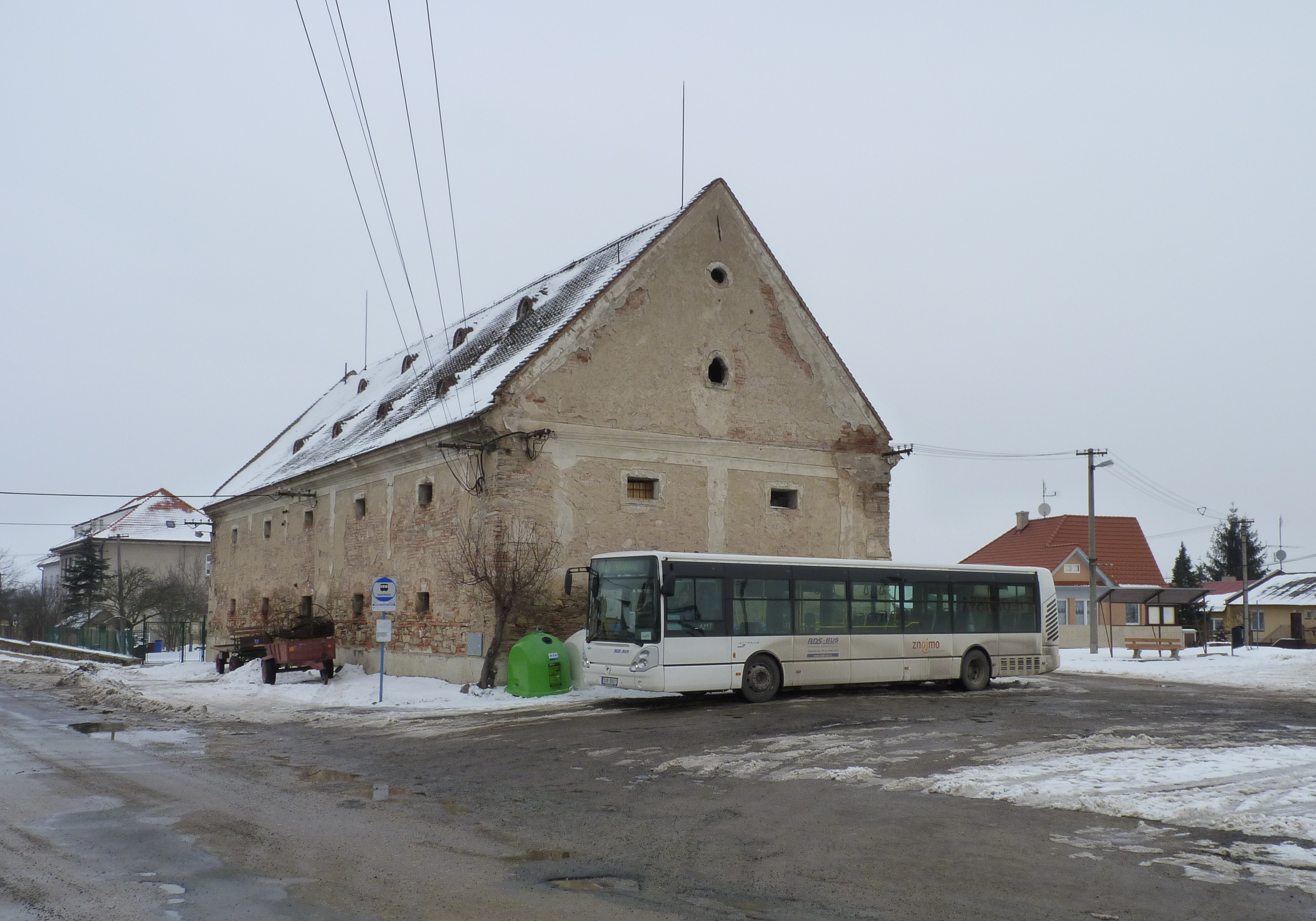
Autobus Irisbus Citelis 12M společnosti BDS-BUS, která do roku 2017 zajišťovala provoz MHD ve Znojmě převážně na lince 801, na konečné na Hradišti

Městská autobusová doprava ve Znojmě je od 1. 1. 2023 tvořena osmi linkami – sedmi denními s čísly 801, 802, 803, 804, 806, 807 a 809 a noční linkou 808. Všechny linky jsou začleněny do Integrovaného dopravního systému Jihomoravského kraje (IDS JMK), podle kterého jsou i číslovány. Všechny zastávky těchto linek leží v tarifní zóně 800.
Kromě samotného Znojma pokrývá znojemská městská hromadná doprava ještě přilehlé obce Dobšice, Kuchařovice, Nový Šaldorf-Sedlešovice a Suchohrdly. (všechny byly součástí Znojma od 70. do počátku 90. let 20. století). Naopak do některých znojemských částí jako například Načeratice a Derflice MHD nezajíždí, ty jsou obsluhovány regionálními autobusovými linkami.

## MHD Znojmo do roku 2022
Dne 1. července 2010 byla znojemská MHD začleněna do Integrovaného dopravního systému Jihomoravského kraje, a to v rámci tarifní zóny 800, která zahrnuje navíc i některé části Znojma, kam MHD nezajíždí.
Uzlem MHD Znojmo je zastávka Znojmo, železniční stanice před vlakovým nádražím. Příměstské a regionální linky mají stanoviště na přilehlém autobusovém nádraží.
Do konce roku 2022 jezdily autobusové linky znojemské MHD po těchto trasách:

###### Denní linky
- 801 Hradiště – Pražská – žel. st. – Průmyslová – Suchohrdly – Kuchařovice (– Nová nemocnice)
- 802 Nová nemocnice – žel. st. – Vídeňská – Nový Šaldorf-Sedlešovice – Oblekovice
- 803 Nová nemocnice – Pražská – Horní nám. – žel. st. – Vídeňská – Družstevní – Dobšice
- 804 Přímětice – Nová nemocnice – Přímětická – žel. st. – Vídeňská – Dukelská – Oblekovice – Nesachleby
- 805 Plenkovice – Kravsko – Mramotice – Kasárna – Přímětice – Přímětická – žel. st. – Vídeňská – Dukelská – Oblekovice – Nesachleby

###### Noční linky
- 808 Žel. st. – Přímětická – Přímětice – Mramotice – Kasárna – Hradiště
- 809 Žel. st. – Vídeňská – Dukelská – Konice – Popice

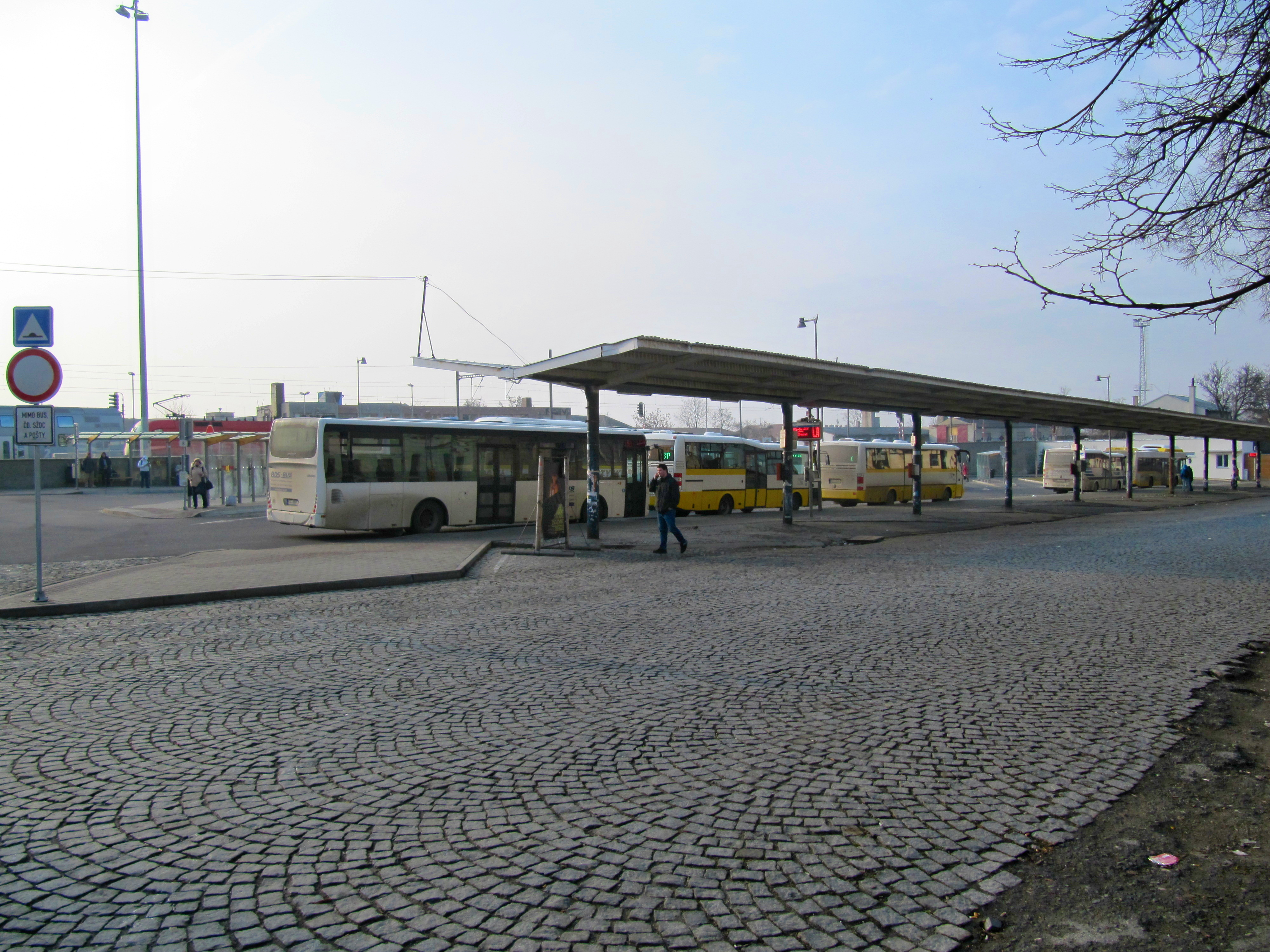
Autobusové nádraží Znojmo, odkud vyjíždějí regionální linky

Pro účely MHD lze ve Znojmě ještě využívat znojemských úseků regionálních autobusových linek 432, 810–822 a vlakových linek S81 a S82.
Zvláště významné jsou linky 818 a 820, jež obsluhují několik částí Znojma, do kterých nejsou zavedeny linky MHD.
- 818 Aut. nádr. – Dukelská – Nový Šaldorf – Konice – Popice (a dále Havraníky – Hnanice – Šatov)
- 820 Aut. nádr. – Dukelská – Načeratice – Derflice (a dále Strachotice – Jaroslavice – Hevlín)

V roce 2020 byl ve Znojmě stejně jako ve zbytku IDS JMK zaveden nový odbavovací systém umožňující kromě hotovostní platby také platbu bezkontaktní platební kartou, která nahradila dosavadní možnost placení čipovou kartou. Na platební kartu si také lze již před jízdou předplatit jízdenku ať už jednorázovou, tak předplatní. K tomuto slouží web eshop.idsjmk.cz Archivováno 31. 12. 2022 na Wayback Machine.. Cena i platnost všech jízdenek se řídí tarifem IDS JMK. V roce 2022 stála základní nepřestupní úseková jízdenka v zóně 800 (město Znojmo) při platbě platební kartou 10 Kč (12 Kč při platbě v hotovosti), zlevněná 5 Kč při platbě platební kartou (6 Kč při platbě v hotovosti).

### Vozový park ZDS Psota
K 1. 12. 2022 byly u dopravce ZDS Psota v rámci MHD Znojmo provozní zejména následující autobusy: 9× SOR BN, 3× TEDOM C12 G, 1× Iveco Crossway LE CITY, 1× Irisbus Citelis 12M, 1× Mercedes-Benz Citaro, 3× Solaris Urbino 12 (III, IV a IV CNG) a zřídka také 2× Karosa B 932. Jako záložní vozidla například při poruchách bylo vybíráno převážně z příměstských SORů CN nebo IVECO Crosswayů. Přednostně byly však poslední dobou využívány poslední 2 meziměstské TEDOMy L12 G této dopravní společnosti, které již nemohly jezdit na regionálních linkách z důvodu jejich stáří. V předešlých letech se s nimi bylo možno setkat hlavně na linkách 815, 816, 817 nebo 108. TEDOMů L12 G bylo celkem vyrobeno 15 kusů, z toho 5 patřilo dopravci ZDS Psota. Z celkových 15 kusů zůstaly nyní provozní jen 2 u ZDS Psoty, proto by se mohly považovat za raritu. Jeden tento autobus od ZDS Psota odkoupila v roce 2021 soukromá osoba pro historické nebo muzejní účely.

## Revoluce v MAD ve Znojmě od roku 2023
1. 1. 2023 se změnil ve Znojmě dopravce přes výběrové řízení. To vyhrál dopravce Autobusy Karlovy Vary, který nabídl nejnižší částku. Město Znojmo za služby od nového roku zaplatí 60 milionů korun bez DPH ročně. Cena za kilometr je stanovena fixně a tržby z jízdného nově půjdou přímo do pokladny města Znojma. Sjednaná cena činí pro minibus 48,28 Kč bez DPH za 1 vozokilometr a pro klasický autobus 54,07 Kč bez DPH. Tento dopravce bude pro své služby používat pouze vozidla Mercedes-Benz MB CONECTO a minibusy ISUZU NOVO CITI LIFE (případně SOR CN 8.5, který je používán jako záložní vozidlo). Město Znojmo při výběrovém řízení upravilo i nějaké podmínky pro výherce řízení. Vozy musí být všechny klimatizované, nízkopodlažní a nesmí být starší více než 12 let, přičemž průměrné stáří vozového parku nesmí být větší než 9 let. Ve všech vozidlech jsou sčítače cestujících pro kontrolu nad vytížeností linek a validátory jako v Brně, kde funguje systém Pípni a jeď!. Název tohoto systému pro Znojmo je Znojmo jede!. Je možno nastupovat všemi dveřmi. Z tohoto důvodu bude možné se v autobusech častěji setkat s revizory. Jízdenky z validátorů fungují na platební kartě a jsou nastaveny tak, aby celková cena všech jízdenek nebyla vyšší než 40 Kč, což je cena celodenní jízdenky. Jízdenky u řidiče je však možno si nadále zakoupit, jsou však prodávány nepřestupní jízdenky za 20 Kč a zlevněné za 10 Kč, případně přestupní zónové jízdenky. Změněné je i vedení linek, některé zastávky byly přejmenovány, ale některé i přibyly. Přibyly linky 806 Cínová hora–DPS Vančurova a 807 Přímětice, točna–Koželužská (v ranních hodinách některé spoje linky 807 zajíždí až do Mramotic), linka 805 je nyní sloučená s linkou 804. Linka 804 je ukončena v Oblekovicích, některé její spoje zajíždí do Nesachleb, 802 pokračuje dále do Nesachleb a některé její spoje jsou ukončeny v Oblekovicích. Linka 809 je nově celodenní a obsluhuje Plovárnu Louku a nově budovaný krytý bazén u plovárny. Kromě nových linek byla také zajištěna častější obslužnost, hlavně na lince 804, jednak protože je nově linka 804 sloučena s linkou 805, ale také protože linka 805 patřila k nejvytíženějším. Ráno jezdí v pětiminutových intervalech. Počet najetých kilometrů se celkem má zvýšit o 57 %. Jelikož linka 805 (respektive 804) již nezajíždí do Hlubokých Mašůvek, Kravska nebo Plenkovic, přibyla také linka 825, která obsluhuje zastávky mezi autobusovým nádražím a Hlubokými Mašůvkami jako náhrada za linku 805.

###### Denní linky
- 801 Hradiště – Pražská – žel. st. – Průmyslová – Suchohrdly – Kuchařovice – Nemocnice
- 802 Nemocnice – Přímětická – Jubilejní park – žel. st. – Vídeňská – Dukelská – Oblekovice (– Nesachleby)
- 803 Nemocnice – Pražská – žel. st. – Vídeňská – Družstevní – Dobšice
- 804 Přímětice – Nemocnice – Přímětická – žel. st. – Vídeňská – Dukelská – Oblekovice (– Nesachleby)
- 806 Cínová hora – Pražská – Horní náměstí – žel. st. – Vančurova DPS
- 807 (Mramotice –) Přímětice – Přímětická – Pražská – Horní náměstí – Koželužská
- 809 Nám. Komenského – žel. st. – Vídeňská – Nový Šaldorf-Sedlešovice – Konice – Popice

###### Noční linky
- 808 Žel. st. – Přímětická – Přímětice – Mramotice – Kasárna – Pražská – Hradiště

Aktuální jízdní řády společně s veškerými informacemi jsou k dispozici na stránkách Integrovaného dopravního systému Jihomoravského kraje – www.idsjmk.cz.

## Historie
MHD ve městě Znojmo vznikla pravděpodobně někdy v 50. až 60. letech. V 80. letech se připravovalo zavedení trolejbusů, ale po změnách v roce 1989 byl tento záměr opuštěn. V roce 1995 se na provozování MHD podílela i firma Karel Psota Autoexpres (pozdější Znojemská dopravní společnost - PSOTA, s. r. o.), z této doby pochází i linka 6. Ačkoliv v roce 2003 ČAS-service a. s. přišel o provozování regionálních linek v oblasti, městská doprava mu zůstala až do roku 2009.
Do konce roku 2009 provozoval MHD dopravce ČAS-service a. s., přímý následník dřívějšího závodu ČSAD. MHD tvořily linky 1–7 a 11, licenční čísla 835001 až 835011. Na speciální polookružní lince 11, označené názvem Centrum bus, která byla zavedena v lednu 2008, jezdil plynový autobus TEDOM C12 G. Jinak byla hromadná doprava z centra města vytlačena začátkem 90. let. Jednotlivé spoje na linkách 2 a 6 zajížděly i do obcí mimo Znojmo.
Zdejší raritou byl od roku 2004 jediný český elektrobus, s karosérií nízkopodlažního trolejbusu Škoda 21Tr, nyní je však jeho stav neznámý. Ministerstvo průmyslu a obchodu přispělo na vývoj 10 miliony Kč, firma ČAS-Service a. s. do vývoje investovala 11, 5 milionů Kč. Podle článku Josefa Vegra ve čtvrtletníku Pro-Energy bylo Znojmo prvním evropským městem, v němž na pravidelné lince jezdil elektrobus (mimo Evropu jezdí ještě v Santa Barbaře v Kalifornii). Podle původního plánu chtěla ČAS-Service už v roce 2004 prodat tři až čtyři elektrobusy vlastní výroby (zájem jevily například Karlovy Vary a Mariánské Lázně), ale dotační politika Ministerstva dopravy tento plán zhatila.
Sezonně (od května do října) jezdil jako linka 8 turistický silniční vláček ČAS-service a. s., provádějící okružní jízdu přes centrum města. Jízdné bylo několikanásobně vyšší než v autobusech.
Od ledna 2010, po uplynutí platnosti smlouvy s předchozím dopravcem, přešlo provozování MHD na soukromou společnost Znojemská dopravní společnost - PSOTA, s. r. o. Stížnost na průběh prvního kola výběrového řízení Úřad pro ochranu hospodářské soutěže zamítl. Nový dopravce vyjádřil ochotu zaměstnat zájemce z řad řidičů předchozího dopravce. Odbavovací systém, výše jízdného i linkové vedení byly zachovány, byl posílen a zpravidelněn provoz na lince 4.
Od 1. ledna 2010 bylo zavedeno nové linkové vedení: 5 denních linek s čísly 801 až 805 a dvě noční linky s čísly 808 až 809, přičemž toto číslování již počítalo se začleněním MHD do Integrovaného dopravního systému Jihomoravského kraje od 1. července 2010. Linky 802 až 805 měla provozovat především ZDS Psota mimo jiné šesti novými plynovými autobusy TEDOM, linku 801 společnost BDS-BUS dvěma novými autobusy Irisbus Citelis (z toho jedním plynovým), přičemž pro oba dopravce platil shodný tarif IDS JMK a vzájemně si uznávali jízdenky i čipové karty. Podle jízdního řádu s platností od 12. prosince 2010 zajišťovala dopravu na linkách 802 (licenční číslo 835802), 808 (l. č. 835808) a 809 (l. č. 835809) výhradně ZDS Psota, linky 803, 804 a 805 (l. č. 835803 až 835805) obsluhovala především ZDS Psota, přičemž několik jednotlivých spojů vykonávala firma BDS-BUS (l. č. 729803, 729804 a 729805) a dopravu na lince 801 (l. č. 729801) zajišťoval především dopravce BDS-BUS, pár spojů také obsluhovala ZDS Psota (l. č. 835801).
V prosinci roku 2017 získala ZDS Psota zbývající licence po společnosti BDS-BUS (l. č. 729801, 729803, 729804 a 729805) a od té doby zajišťovala do konce roku 2022 všechny spoje znojemské městské autobusové dopravy včetně linky 801.